# Hou vol hou vast
"Hou vol hou vast" is een nummer van de Nederlandse band BLØF. Het nummer verscheen op hun album Alles blijft anders uit 2011. Op 1 april van dat jaar werd het nummer uitgebracht als de derde single van het album.

## Bijzonderheden
De tekst van "Hou vol hou vast" is geschreven door basgitarist Peter Slager, terwijl de muziek is geschreven door de gehele band. Het nummer werd ook geproduceerd door de band zelf. De verteller van het nummer biedt steun aan iemand die door een moeilijke periode gaat; zo vertelt hij dat de ander meer kan bereiken dan diegene denkt en biedt hij een schouder aan ter ondersteuning. Het nummer begint met een krachtige gitaarriff, waardoor gedacht wordt dat het een stevig nummer is, maar uiteindelijk blijkt het meer een rockballad te zijn.
De videoclip van het nummer, geregisseerd door Stephanie Pistel, is opgenomen in de omgeving van het zenderpark Radio Kootwijk; behalve de bandleden treden in de clip een aantal acteurs op, waaronder Sieger Sloot. Gebouw A van het zenderpark staat op de voorkant van het album Alles blijft anders.
"Hou vol hou vast" werd niet een al te grote hit; het kwam tot plaats 25 in de Nederlandse Top 40 en plaats 38 in de Single Top 100. Desondanks is het een populair nummer gebleken en staat het sinds zijn verschijnen ieder jaar in de Radio 2 Top 2000, waarin plaats 696 in het eerste jaar van notering de hoogste positie is.
Tijdens The Passion 2016 werd het nummer gezongen door Ellen ten Damme.
Suzan & Freek zongen het nummer met de zangeres Tabitha bij het programma Beste Zangers in 2020. Deze versie bereikte de 22e positie in de Single Top 100.

## Hitnoteringen

### BLØF

#### Nederlandse Top 40
| Hitnotering: 07-05-2011 t/m 09-07-2011 | Hitnotering: 07-05-2011 t/m 09-07-2011 | Hitnotering: 07-05-2011 t/m 09-07-2011 | Hitnotering: 07-05-2011 t/m 09-07-2011 | Hitnotering: 07-05-2011 t/m 09-07-2011 | Hitnotering: 07-05-2011 t/m 09-07-2011 | Hitnotering: 07-05-2011 t/m 09-07-2011 | Hitnotering: 07-05-2011 t/m 09-07-2011 | Hitnotering: 07-05-2011 t/m 09-07-2011 | Hitnotering: 07-05-2011 t/m 09-07-2011 | Hitnotering: 07-05-2011 t/m 09-07-2011 | Hitnotering: 07-05-2011 t/m 09-07-2011 |
| Week                                   | 1                                      | 2                                      | 3                                      | 4                                      | 5                                      | 6                                      | 7                                      | 8                                      | 9                                      | 10                                     |                                        |
| -------------------------------------- | -------------------------------------- | -------------------------------------- | -------------------------------------- | -------------------------------------- | -------------------------------------- | -------------------------------------- | -------------------------------------- | -------------------------------------- | -------------------------------------- | -------------------------------------- | -------------------------------------- |
| Positie                                | 35                                     | 33                                     | 32                                     | 33                                     | 33                                     | 30                                     | 27                                     | 25                                     | 28                                     | 33                                     | uit                                    |

#### NederlandseSingle Top 100
| Hitnotering: 07-05-2011 t/m 11-06-2011 | Hitnotering: 07-05-2011 t/m 11-06-2011 | Hitnotering: 07-05-2011 t/m 11-06-2011 | Hitnotering: 07-05-2011 t/m 11-06-2011 | Hitnotering: 07-05-2011 t/m 11-06-2011 | Hitnotering: 07-05-2011 t/m 11-06-2011 | Hitnotering: 07-05-2011 t/m 11-06-2011 | Hitnotering: 07-05-2011 t/m 11-06-2011 |
| Week                                   | 1                                      | 2                                      | 3                                      | 4                                      | 5                                      | 6                                      |                                        |
| -------------------------------------- | -------------------------------------- | -------------------------------------- | -------------------------------------- | -------------------------------------- | -------------------------------------- | -------------------------------------- | -------------------------------------- |
| Positie                                | 38                                     | 83                                     | 77                                     | 60                                     | 57                                     | 94                                     | uit                                    |

#### NPO Radio 2 Top 2000
| Nummer met noteringen in de NPO Radio 2 Top 2000 | '11 | '12  | '13  | '14  | '15  | '16  | '17  | '18  | '19  | '20 | '21 | '22  | '23  | '24 |
| ------------------------------------------------ | --- | ---- | ---- | ---- | ---- | ---- | ---- | ---- | ---- | --- | --- | ---- | ---- | --- |
| Hou vol hou vast                                 | 696 | 1063 | 1299 | 1346 | 1604 | 1553 | 1887 | 1625 | 1803 | 709 | 856 | 1016 | 1042 | 962 |

1. ↑  Een vetgedrukt getal geeft de hoogste notering aan.
2. ↑  2011 was het eerste jaar met een notering voor dit nummer.

### Suzan & Freek en Tabitha

#### Nederlandse Single Top 100
| Hitnotering: 07-11-2020 t/m 28-11-2020 | Hitnotering: 07-11-2020 t/m 28-11-2020 | Hitnotering: 07-11-2020 t/m 28-11-2020 | Hitnotering: 07-11-2020 t/m 28-11-2020 | Hitnotering: 07-11-2020 t/m 28-11-2020 | Hitnotering: 07-11-2020 t/m 28-11-2020 |
| Week:                                  | 1                                      | 2                                      | 3                                      | 4                                      |                                        |
| -------------------------------------- | -------------------------------------- | -------------------------------------- | -------------------------------------- | -------------------------------------- | -------------------------------------- |
| Positie:                               | 22                                     | 40                                     | 54                                     | 77                                     | uit                                    |